# Serguíevskoie
Serguíevskoie (en rus Сергиевское) és un poble de la República d'Adiguèsia, a Rússia. És a 21 km a l'est de Guiaguínskaia i a 29 km al nord-est de Maikop.
Pertanyen a aquest poble els khútors de Dnéprovski, Iekaterínovski, Kàrtsev, Kozopolianski, Kolkhozni, Krasni Pàkhar, Kurski, Mikhelsonovski, Tambovski, Fàrsovski i Xixkinski, i el poble de Gueórguievskoie.